# Caso adessivo
O caso adessivo é um caso gramatical que indica posição em um lugar aberto (em oposição ao inessivo ou próximo de algo). Ocorre nas línguas fino-úgricas, como o húngaro, o finlandês e o estoniano.
Exemplos:
- Em húngaro, o sufixo que indica o caso adessivo é -nál/-nél. Assim, se "a fal" significa "o muro", "a falnál" significa "ao lado do muro", "junto ao muro".
- Em finlandês, o adessivo é indicado pelo sufixo -lla/-llä. De "ikkuna" (janela) vem "ikkunalla" ("junto à janela").

Em finlandês, o adessivo também pode indicar posição sobre algo (em húngaro, o superessivo encerra essa função), e é também usado para indicar possessão. A frase equivalente a "eu tenho (…) é "minulla on (…)", onde "minulla" é o pronome pessoal de primeira pessoa do singular no caso adessivo.
Minulla on poika. (Eu tenho um filho.)